# بياجيو ايروسبيس
بياجيو ايروسبيس، المعروفة سابقًا باسم «بياجيو للصناعات الفضائية»، هي شركة متعددة الجنسيات لتصنيع الطائرات ومقرها في فيلانوفا دالبينجا، إيطاليا. تقوم الشركة بتصميم وتطوير وتصنيع وصيانة الطائرات والمحركات الجوية ومكونات الطائرات وهياكل الطائرات.

## تاريخ التأسيس
تأسست عام 1884م تحت اسم رينالدو بياجيو أس بي أيه. ، تشترك في أصولها مع شركة تصنيع السيارات بياجيو وهي واحدة من أقدم الشركات المصنعة للطائرات في العالم ، حيث أنتجت أول طائراتها خلال عام 1915. أعيد بناء مرافق الشركة في أعقاب الحرب العالمية الثانية والعديد من التصاميم الأصلية، بما في ذلك P.136 طائرة مائية، و P.149 طائرات التدريب، و P.166 النقل المرافق، وأفرج خلال العقدين الأولين من فترة ما بعد الحرب الحقبة. خلال الستينيات، بدأ بياجيو أيضًا في تصنيع المحركات النفاثة . خلال عام 1966م، تم تقسيم العمل إلى شركة بياجيو ايرو التي تركز على الطيران وشركة فيسبا المصنعة للدراجات البخارية .
خلال الثمانينيات، طور بياجيو جيلًا جديدًا من طائرات رجال الأعمال ، P.180 Avanti . خلال أواخر التسعينيات ، خضعت بياجيو لتغييرات جذرية بعد إفلاسها. تأثرت الشركة سلبًا بالركود الكبير والتراجع في سوق طائرات رجال الأعمال. خلال أواخر عام 2018م، دخلت الشركة في الحراسة القضائية بعد أن أعلنت نفسها معسرة . تمتلك الشركة شركة فرعية في الولايات المتحدة ، بياجيو أمريكا ، تقع في ويست بالم بيتش ، فلوريدا .